# Останні, що вижили
Останні, що вижили — американський фантастичний трилер 2021 року режисера Дрю Мілрі, сценарист Джош Яновіч.

## Про фільм
Дія відбувається в постапокаліптичному світі. Трой виховав свого вже дорослого сина Джейка у ідеальній лісистій утопії — за тисячі миль від зруйнованих міст. Коли Трой тяжко поранений, Джейк змушений подорожувати в «зовнішній світ», щоб знайти рятівні ліки. За 20 років до того Трою вдалося з великими труднощами врятувати Джейка, сховавши його в маленькому будиночку далеко в горах. У навколишньому світі весь цей час вирували нескінченні війни, майже цілком знищивши людство. По цьому прийшли хвороби, через які батько категорично заборонив молодій людині спілкуватися із незнайомими людьми. Він змусив сина навчитися стріляти, показав, як розставляти пастки. Не дозволяв жаліти ні дорослих, ні дітей — усі вони могли бути переносниками інфекції або ворогами.
Гарячка у батька підвищувалася, а запаси антибіотиків були застарілими. Необхідно було отримати ліки, щоб врятувати близьку людину. Джейк вирішив покинути ліс, який їх захищав, попередньо добре озброївшись. Невдовзі він натрапив на будівлю, в якій жила одна жінка. За словами жінки, епідемії не було, а люди продовжують мирно існувати. Це перевернуло світ Джейка, враженого новою інформацією. Він зрозумів, що батько обманює його — переслідуючи свої, незрозумілі й жахливі міркування.

## Знімались
| Актор               | Роль      |
| ------------------- | --------- |
| Дрю Ван Екер        | Джейк     |
| Алісія Сільверстоун | Генріетта |
| Стівен Моєр         | Трой      |
| Марк Фаміглетті     |           |